# Bukowiec (Męcina)
Bukowiec – część wsi Męcina w Polsce, położona w województwie małopolskim, w powiecie limanowskim, w gminie Limanowa.
W latach 1975–1998 Bukowiec administracyjnie należał do województwa nowosądeckiego.